# Antherotoma gracilis
Antherotoma gracilis là một loài thực vật có hoa trong họ Mua. Loài này được (Cogn.) Jacq.-Fél. mô tả khoa học đầu tiên năm 1994.